# Josep Cusiné
Josep Cusiné Huguet (Reus, 31 d'agost de 1915 - 1986) va ser un pintor i aquarel·lista català.
Alumne del pintor reusenc Antoni Fuster, de molt jove va quedar orfe de pares, i va passar dificultats econòmiques. Amb un problema a la vista, es va especialitzar en pintar aquarel·les i no va provar altres tècniques pictòriques. Va començar a exposar l'any 1933 amb èxit, però no va ser fins a la postguerra que es va donar a conèixer més amplament. El 1952 exposava a la Sala Minerva de Madrid i després al Centre de Lectura de Reus, on va tenir èxit i va poder exposar a altres galeries de l'estat. Va fer-ho a Salou, Tarragona, Barcelona, Saragossa, La Seu d'Urgell, Igualada, al Círculo de Bellas Artes de Madrid i a Galícia i a París. Va guanyar diversos premis de pintura i va participar en molts concursos estatals d'aquarel·listes. Per a un establiment de Salou va pintar una aquarel·la de 3'80 per 1'40 metres. Les seves obres es contaven per centenars i les comercialitzava el seu amic Pere Jordana.